# 霍霍比爾山
46°30′22″N 14°29′14″E / 46.50611°N 14.48722°E

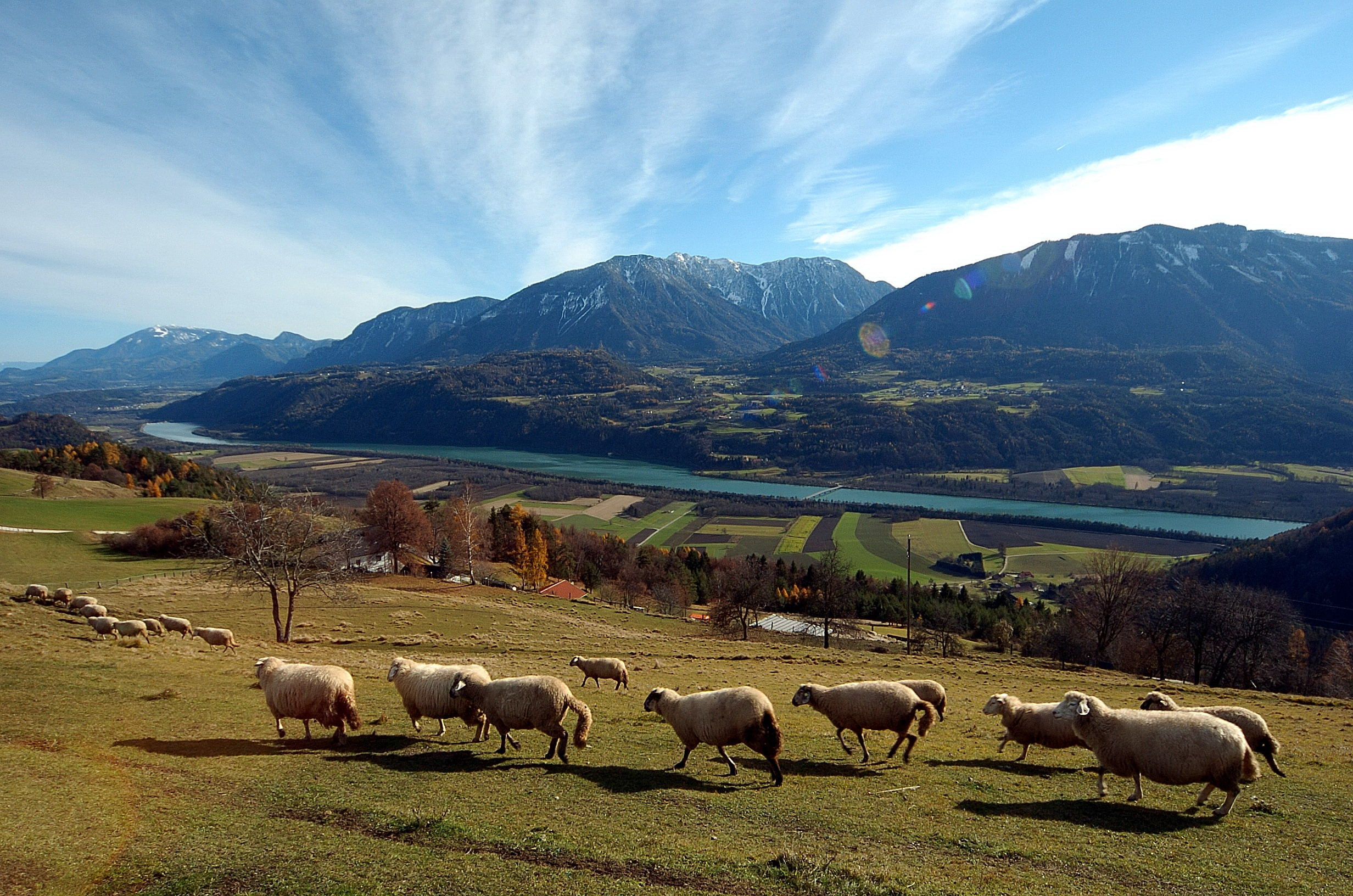

霍霍比爾山（德語：Hochobir），是奧地利的山峰，位於該國南部，由克恩頓州負責管轄，屬於卡拉萬克斯山脈的一部分，海拔高度2,139米，每年平均降雨量1,979毫米。